# Ridgely (Tennessee)
Pour les articles homonymes, voir Ridgely.
Ridgely est une municipalité américaine située dans le comté de Lake au Tennessee.
Selon le recensement de 2010, Ridgely compte 1 795 habitants. La municipalité s'étend sur 1,71 mille carré (4,43 km2).
Située sur le tracé de l'Illinois Central Railroad, la localité comptait autrefois plusieurs cotton gins. Ridgely doit son nom à sa localisation sur une crête (en anglais : ridge).